# Ширк (Афганистан)
Ширк (дари شرک) — кишлак на северо-востоке Афганистана, в вилаяте (провинции) Бадахшан. Входит в состав района Вахан.

## Географическое положение
Ширк расположен на северо-востоке Бадахшана, в высокогорной местности, на правом берегу реки Вахандарьи, на расстоянии приблизительно 202 километров к востоку от города Файзабада, административного центра вилаята. Абсолютная высота — 2945 метров над уровнем моря. Ближайшие населённые пункты — кишлак Саргаз (выше по течению Вахандарьи), кишлак Калайи-Уст (ниже по течению Вахандарьи).

## Население
На 2003 год население составляло 126 человек (68 мужчин и 58 женщин). Дети в возрасте до 15 лет составляли 44 % от общего количества жителей кишлака. В национальном составе преобладают ваханцы.